# S-HTTP
S-HTTP(Secure Hypertext Transfer Protocol)는 웹상에서 네트워크 트래픽을 암호화하는 주요 방법 중 하나이다. 웹상에서 네트워크 트래픽을 암호화하는 것에는 주로 2가지 방법을 사용하는데 한 가지는 S-HTTP 이고 다른 하나는 SSL(Secure Socket Layer)이다. S-HTTP는 클라이언트와 서버간에 전송되는 모든 메시지를 각각 암호화 한다. S-HTTP에서 메시지 보호는 HTTP를 사용한 애플리케이션에 대해서만 가능하다.